# Барлије
Барлије (фр. Barlieu) насеље је и општина у централној Француској у региону Центар (регион), у департману Шер која припада префектури Бурж.
По подацима из 2011. године у општини је живело 402 становника, а густина насељености је износила 14,42 становника/km². Општина се простире на површини од 27,87 km². Налази се на средњој надморској висини од 245 метара (максималној 296 m, а минималној 181 m).

## Демографија
| 1962. | 1968. | 1975. | 1982. | 1990. | 1999. | 2011. |
| ----- | ----- | ----- | ----- | ----- | ----- | ----- |
| 478   | 537   | 459   | 413   | 433   | 363   | 402   |

График промене броја становника у току последњих година